# Георг Шеве
Георг Шеве (нім. Georg Schewe; 24 листопада 1909, Юкермюнде — 14 жовтня 1990, Гамбург) — німецький офіцер-підводник, корветтен-капітан крігсмаріне. Кавалер Лицарського хреста Залізного хреста

## Біографія
В жовтні 1928 року вступив на флот матросом. В 1936 році переведений в підводний флот. З 22 липня 1939 по 19 липня 1940 року командував підводним човном U-60 (Тип II-C), на якому зробив 6 походів (провівши в морі в цілому 104 дні). 10 вересня 1940 року призначений командиром U-105, здійснив 4 походи (236 днів в морі) в Атлантику. Найбільш успішним для Шеве став другий похід, під час якого він потопив 12 кораблів загальною водотоннажністю 71 450 тонн. Всього за час бойових дій потопив 16 кораблів загальною водотоннажністю 85 779 тонн.
| Дата            | Країна                            | Тип               | Тоннаж | Вантаж                                                                               | Екіпаж | Загинули | Країна             | Конвой |
| --------------- | --------------------------------- | ----------------- | ------ | ------------------------------------------------------------------------------------ | ------ | -------- | ------------------ | ------ |
| 19 грудня 1939  | City of Kobe (підірвався на міні) | Торговий пароплав | 4,373  | Генеральні вантажі і вугілля                                                         | 31     | 1        | Британська імперія | FS-56  |
| 9 січня 1941    | Bassano                           | Торговий пароплав | 4,843  | 5000 тонн заліза і сталі та 600 тонн зерна                                           | 57     | 1        | Британська імперія |        |
| 26 січня 1941   | Lurigethan                        | Торговий пароплав | 3,564  | 2459 тонн насіння бавовни та 871 тонна генеральних вантажів                          | 51     | 16       | Британська імперія | SLS-61 |
| 8 березня 1941  | Harmodius                         | Торговий пароплав | 5,229  | 2000 тонн чавуну і 3930 тонн генеральних вантажів                                    | 75     | 14       | Британська імперія | SL-67  |
| 18 березня 1941 | Medjerda                          | Торговий пароплав | 4,380  | 6450 тонн залізної руди                                                              | 39     | 39       | Британська імперія | SL-68  |
| 19 березня 1941 | Mandalika                         | Торговий пароплав | 7,750  | 9200 тонн цукру                                                                      | 61     | 3        | Нідерланди         | SL-68  |
| 21 березня 1941 | Clan Ogilvy                       | Торговий пароплав | 5,802  | 5000 тонн генеральних вантажів, включаючи чавун, арахіс і чай                        | 82     | 36       | Британська імперія | SL-68  |
| 21 березня 1941 | Benwyvis                          | Торговий пароплав | 5,920  | 3500 тонн рису, 500 тонн свинцю, 1100 тонн деревини та 150 тонн вольфраму            | 55     | 34       | Британська імперія | SL-68  |
| 21 березня 1941 | Jhelum                            | Торговий пароплав | 4,038  | 4896 тонн генеральних вантажів, у тому числі 1400 тонн борациту та 1553 тонни інжиру | 57     | 8        | Британська імперія | SL-68  |
| 5 квітня 1941   | Ena de Larrinaga                  | Торговий пароплав | 5,200  | 5607 тонн вугілля та генеральних вантажів                                            | 43     | 5        | Британська імперія |        |
| 6 травня 1941   | Oakdene                           | Торговий пароплав | 4,255  | 6222 тонни вугілля                                                                   | 35     | 0        | Британська імперія | OG-59  |
| 13 травня 1941  | Benvrackie                        | Торговий пароплав | 6,434  | 5850 тонн генеральних вантажів, включаючи срібло та один літак (Gipsy Moth)          | 83     | 28       | Британська імперія | OB-312 |
| 15 травня 1941  | Benvenue                          | Торговий пароплав | 5,920  | 5000 тонн генеральних вантажів і 6 літаків                                           | 57     | 2        | Британська імперія | OB-314 |
| 16 травня 1941  | Rodney Star                       | Торговий пароплав | 11,803 | 7000 тонн морожених та генеральних вантажів                                          | 83     | 0        | Британська імперія |        |
| 1 червня 1941   | Scottish Monarch                  | Торговий пароплав | 4,719  | 7000 тонн вугілля                                                                    | 45     | 1        | Британська імперія | OB-319 |
| 11 вересня 1941 | Montana                           | Торговий пароплав | 1,549  | 1 500 000 футів пиломатеріалів                                                       | 26     | 26       | Панама             |        |

6 січня 1942 року зарахований в штаб командувача підводними човнами на Середземному морі. У вересні-жовтні 1944 року командував 33-ю флотилією підводних човнів, а в жовтні 1944 року був переведений в ОКМ. В травні 1945 року заарештований британськими військами. В 1946 році звільнений.

## Звання
- Кандидат в офіцери (1 квітня 1932)
- Фенріх-цур-зее (1 квітня 1932)
- Оберфенріх-цур-зее (1 вересня 1935)
- Лейтенант-цур-зее (1 січня 1936)
- Оберлейтенант-цур-зее (1 жовтня 1937)
- Капітан-лейтенант (1 жовтня 1939)
- Корветтен-капітан (1 серпня 1943)

## Нагороди
- Медаль «За вислугу років у Вермахті» 4-го класу (4 роки; 2 жовтня 1936)
- Медаль «У пам'ять 1 жовтня 1938» (20 грудня 1939)
- Залізний хрест
  - 2-го класу (20 грудня 1939)
  - 1-го класу (13 червня 1941)
- Двічі відзначений у Вермахтберіхт (22 березня і 17 травня 1941)
  - «Під час атаки на конвой противника на західному узбережжі Африки особливо відзначилися підводні човни під керівництвом капітан-лейтенанта Естена і капітан-лейтенанта Шеве.» (22 березня 1941)
- Лицарський хрест Залізного хреста (23 травня 1941)